# Lanfranconi híd
A  Lanfranconi híd (szlovákul:  Most Lanfranconi) a Duna egyik hídja Szlovákia fővárosában, Pozsonyban. 1992-ig a korábbi neve Az ifjúság hídja (Most mládeže). A főváros legnyugatibb hídján halad át a D2-es autópálya Brno és Mosonmagyaróvár közötti pályája. Nevét Grazioso Enea Lanfranconi olasz mérnökről, a Duna folyamszabályozásának elismert szakértőjéről kapta.

## Története
A város leghosszabb, feszített vasbeton szekrénytartós gerendahídja. 1976-ban építészeti verseny eredményeként került kiválasztásra a letisztult esztétikájú híd. A híd az 1985–1991 között épült, 1992-ben nyitották meg a hozzá csatlakozó D2-es autópályával együtt. Ez az első szlovák Duna-híd, amelynek szerkezete vasbeton. Nevét a Pozsonyban élő az olasz mérnökről kapta: Grazioso Enea Lanfranconi (1850–1895). 
Fő célja a megnövekedett gépjárműforgalom levezetése és a várost övező autópálya körgyűrű kiépítése volt. A műtárgy ennek ellenére rendelkezik gyalogúttal, és víz- és gázvezetéket is hord magán. A hídon átvezetett autópálya nyugatról kerüli meg Pozsonyligetfalut. Kapacitása 41 000 jármű naponta, amit 2x2 sávon vezet le. A sávok teljes szélessége 30 méter. A hídszerkezet hossza: 763,63 m. Kivitelező: Slovenská správa ciest Bratislava volt.

## Elnevezése
A híd eredetileg tervezett neve Most Mládeže (Az ifjúság hídja) volt, de az 1992-es átadás előtt az a döntés született, hogy a műtárgyat Lanfranconiról nevezik el. Az olasz mérnök nevét azonban hibásan „Lafranconi” alakban írták, és a téves elnevezés aztán évtizedekig fennmaradt, egészen addig, míg 2021 októberében ki nem javították Lanfranconira.

## Fordítás
Ez a szócikk részben vagy egészben a Lanfranconi-Brücke című német Wikipédia-szócikk fordításán alapul.  Az eredeti cikk szerkesztőit annak laptörténete sorolja fel. Ez a jelzés csupán a megfogalmazás eredetét és a szerzői jogokat jelzi, nem szolgál a cikkben szereplő információk forrásmegjelöléseként.